# Aristolochia microstoma
Aristolochia microstoma är en piprankeväxtart som beskrevs av Boiss. & Spruner. Aristolochia microstoma ingår i släktet piprankor, och familjen piprankeväxter. Inga underarter finns listade i Catalogue of Life.